# Caribou-Targhee National Forest
Der Caribou-Targhee National Forest besteht aus den beiden Gebieten Caribou National Forest, mit neun Teilgebieten und dem Targhee National Forest mit zwei Teilgebieten und liegt in den US-Bundesstaaten Idaho, Wyoming und Utah. Zum Caribou-Targhee National Forest gehört auch das Curlew National Grassland, ein United States National Grassland in Idaho, mit 19,340 ha Fläche. Er ist Teil des Größeren Yellowstone-Ökosystems. Angrenzend an das Schutzgebiet sind im Osten die zwei Nationalparks, Grand Teton und Yellowstone sowie die Schutzgebiete Bridger-Teton National Forest, Jedediah Smith Wilderness und Winegar Hole Wilderness. Im National Forest gibt es Dutzende von Campingplätzen und 2.500 km Wanderwege. Aufgrund des Vorkommens von Kalkstein gibt es hier viele Karsterscheinungen und Höhlen. Es gibt das Mesa Falls Visitor Center im früheren Hotel Big Falls Inn.

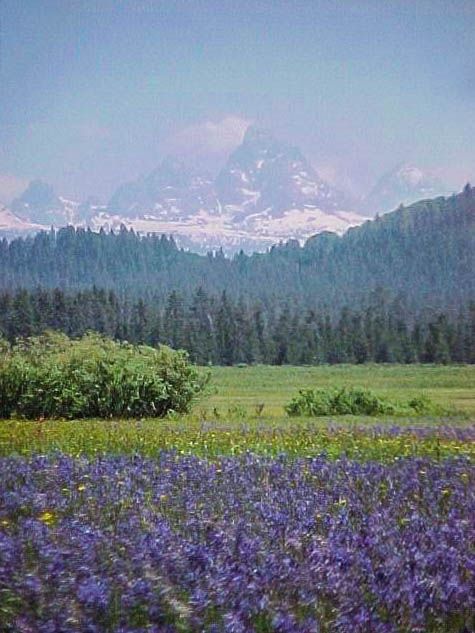
Prärielilienwiesen westlich der Teton Range

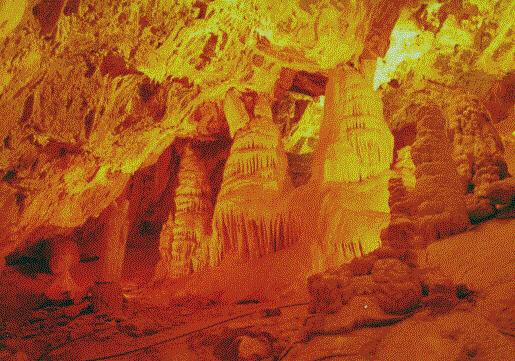
Minnetonka Cave

## Flora und Fauna
In den westlichen Teilen kommen Wüsten-Beifuß und verschiedene Grasarten vor. In den höheren Lagen sind Küsten-Kiefern und diverse Fichten- und Tannenarten vorherrschend. Neben Grizzlys kommen Berglöwen, Bisons, Elche, Gabelböcke, Maultiere, Schwarzbären, Wapitis und Wölfe vor. Daneben wurde ein Programm zur Wiederansiedlung von Wanderfalken gestartet. An Fischen kommen Bachsaiblinge, Cutthroatforellen und Hechte vor. 